# 鞠婧禕
鞠婧祎（1994年6月18日—），出生於四川省遂寧市，中國女演员、歌手及舞者。前絲芭傳媒旗下藝人，目前已獨立發展，前為大型女子偶像團體SNH48及小分隊塞納河組合的成員。
2013年11月2日，鞠婧禕憑藉SNH48《劇場女神》團體公演正式出道。2014年開始，在連續兩屆的SNH48總選舉中相繼獲得第4位和第2位。2016年，主演個人首部影視劇《九州·天空城》；接著主演了首部女主劇《熱血長安》；同年，於SNH48總決選中獲得第一名。2017年，成為了SNH48首位總選舉連霸成員，並晉升SNH48 Group明星殿堂，於12月15日成立個人工作室並宣布日後將以個人名義進行演艺活動，现为上海丝芭文化传媒集团旗下独立艺人。
2018年，鞠婧禕憑藉古裝劇《芸汐傳》在影視領域嶄露頭角。2019年，因在神話劇《新白娘子傳奇》中飾演白素貞而贏得頗高關注；她也首次入选2019年福布斯中國名人榜並位列第94名，隔年晉升第84名，同時也是福布斯中國30位30歲以下精英人物。

## 活動與經歷

### SNH48女團時期
2013年8月18日，通过SNH48二期生审查，成为34名合格者之一。11月11日，正式成为SNH48Team NII成員。11月16日，Team NII參與了「中國移動「咪咕和Ta的朋友」～這些年，我們一起追過的SNH48～ SNH48廣州萬人演唱會」。12月31日，Team NII參加東方衛視跨年晚會。
2014年1月18日Team NII參與了「SNH48紅白歌會」，鞠婧祎以微弱優勢戰勝S隊歌姬徐晨辰，成為當晚红白对抗賽N隊唯一的胜利。7月26日，於SNH48第一屆總選舉，獲得第4名，最終獲得10,145票，入選第一屆總選舉選拔組。9月30日，代言SONY旗下Hi-Res AUDIO系列。10月11日達成劇場百場紀念公演。11月上旬，由於被称為「4000年第一偶像」，而在日本網路上引發話題。後轉載至中國時，媒體誤譯為「4000年第一美女」，但也因此廣為人知。12月12日為劇場【人氣女神】答謝公演，31日Team NII參加東方衛視2015年跨年盛典。
2015年1月31日，參加了「SNH48年度金曲大賞演唱會」，現場演唱代言手機遊戲《魔天記》主題曲《緣盡世間》。2月17日，參与安徽卫视和江苏卫视的春节晚会。3月6日，為代言百事可樂主唱主題曲《羊咩咩》4月8日，出席美圖手機發佈會。15日在《樂彈樂有料》擔任嘉賓，首談4000年事件對她的影響。4月30日，出演《魔天記》微電影《魔天劫》上映，飾演珈藍一角。5月21日，出席TCL么么哒手機發佈會。6月上旬，代言海俪恩桃花秀隐形眼镜。6月13日為劇場生日公演。7月25日於SNH48第二屆總選舉，獲得第2名，最終獲得64,785.5票，入選第二屆總選舉選拔組。9月13日，以塞納河組合成員於SNH48星夢劇院首次正式亮相演出及發佈。同時為劇場2周年公演日榜冠軍。9月7日，出席代言騰訊遊戲《上古世紀》發佈會。9月23日，加盟湖南衛視的《全員加速中》。9月25日，出席代言echo回聲App活動。11月20日，被人民網輿論監察室評為10月明星好评率排行榜第一位。12月2日，出演芒果TV網絡劇《史料不及》。12月26日，参与了「SNH48第二届年度金曲大赏BEST 30」。12月31日，參加Team NII東方衛視2016跨年晚會演出活动。
2016年1月1日，參加《我是歌手 誰來踢館》。1月8日，參與江蘇衛視節目《最強大腦》2月22日，參加湖南衛視2016湖南卫视元宵喜乐会。6月19日，参与江苏卫视音乐节目《盖世音雄》。6月30日，受邀为《麻辣变形计》电视剧主题曲《Fighting Day》献声。2016年7月15日，为《九州·天空城》电视剧插曲《醉飞霜》献唱。7月20日，出演由企鹅影业、上影寰亚联合出品的《九州·天空城》，饰演雪飞霜一角，這次為鞠婧祎以偶像身份首次進入電視劇螢幕，並在藝人媒體指數排行榜上升至13位。7月30日，於SNH48第三屆總決選，獲得第1名，成功登頂，最終獲得230,752.7票，成為第三屆總選舉選拔組Center，又成為SNH48迄今為止票數首位超過20萬的成員。8月份隨組合前往西班牙拍攝匯報單MV《公主披風》。10月27日，發行首張個人EP《每一天》。11月11日，SNH48出席天貓雙十一全球狂歡夜晚會。12月10日，鞠婧祎参加腾讯视频星光大赏，凭借《九州·天空城》中的雪飞霜一角获得腾讯视频星光大賞「年度新锐电视剧女演员荣誉」並演唱《醉飛霜》。12月18日，参加2016网易有态度人物盛典获得了「年度最有态度元气新星」。12月底帶領SNH48部分成員登上安徽衛視國劇盛典演出《公主披風》並個人Solo演唱《醉飛霜》。
2017年1月7日，參與了「SNH48第三屆年度金曲大賞BEST 50」，與Team NII成員曾艷芬、趙粵合作之三人曲《Don't Touch》為BEST 1，作為第一名歌曲的中心位獲得了額外的MV拍攝機會，远赴美国纽约的布鲁克林、曼哈顿、唐人街等地进行錄製。2月15日，出演由优酷视频，盟将威影视，嗨乐娱乐及世纪影游联合出品的《热血长安》，饰演上官紫苏一角。5月4日，鞠婧祎代表SNH48获得中央“五四优秀青年”称号。6月8日，發行第2張個人EP《等不到你》。6月18日，于万代南梦宫文化中心举办生日Fan Meeting。7月10日，作為第三屆總選獎勵，鞠婧禕出演絲芭影視首部自製電視劇《芸汐傳》，飾演女主角韓芸汐。7月29日，于SNH48第四屆總決選，獲得了第1名，最终获得277,781.3票，成为第四届总选举选拔组Center，为SNH48首位於总选举連霸的成员。12月15日，絲芭傳媒正式宣布鞠婧禕晉升SNH48 Group明星殿堂，成立个人工作室单飞发展，日後將以個人名義進行活動，鞠婧禕成为SNH48 Group第一个晋升明星殿堂的成员。12月16日，出席第十一届音乐盛典咪咕汇，以《想你了》获得年度十大金曲。12月18日，鞠婧祎单飞后新曲《分裂时差》首发。12月27日，鞠婧祎个人工作室正式发布了鞠婧祎个人记录片先导版本－《StarLight·星夢之光》。

### 單飛後：個人發展
2018年1月16日，参加“微博之夜”颁奖典礼，获得「微博年度进取艺人」的荣誉。3月4日回到SNH48星夢劇院参演Team NII 【憶往昔】暨江真儀生日公演，此為鞠婧祎最後一次在劇場演出。26日，赴上海参加第25届东方风云榜音乐盛典，获颁东方风云榜“年度跨界艺人奖”。5月20日，赴苏州参加果本15周年盛典。6月24日，出席《快樂中國畢業歌會》。7月28日，參與綜藝《快樂大本營》播出。10月18日，正式加盟爱奇艺《国风美少年》，担任节目召集人。11月3日，出席网易云国风极乐夜，演唱歌曲《叹云兮》，并获得“国风新锐女歌手奖”。11月16日參與青年藝人合唱之單曲「未來已來」。12月1日出席爱奇艺尖叫之夜，获“年度戏剧潜力艺人”奖。隔日參加SNH48成員萬麗娜的生日冷餐會。
2019年1月1日，出席《由你音樂榜》，宣傳歌曲《Don't Touch》。2月19日，同時登上央視CCTV-1《喜氣洋洋鬧元宵》與湖南衛視《元宵喜樂會》。2月25日，赴加拿大參與首屆中加電視節，以《芸汐传》中的韓芸汐一角獲得“國際影視傳播作品網劇最佳女演員獎”。3月25日，於第26届东方风云榜音乐盛典，获颁东方风云榜“年度風尚歌手獎”並演唱《叹云兮》。4月3日，網劇《新白娘子传奇》首播，鞠婧祎主演並演唱主題曲《千年等一回》。6月18日，遠于日本拍攝MV的新曲《孤獨與詩》首发。7月9日，網劇《请赐我一双翅膀》首播，鞠婧祎主演並演唱片尾曲《一雙翅膀》。9月11日，作為女主角參演的《如意芳霏》開機，飾演傅容一角。9月26日，參與由网易云音乐、中国青年报、团中央网络影视中心联合出品的《我和我的祖国》青春版MV上線，鞠婧禕在其中饰演一名青年志愿者，前往敬老院為長者們演奏小提琴。與来自各行各业的青年，共同绘成中国青年追梦奋斗的缩影。10月31日，EMPHASIS艾斐诗官方微博宣布鞠婧祎为EMPHASIS艾斐诗HARMONY「合」系列代言人。11月8日，歌曲《恋爱告急》、《虹》首发。11月10日，出席《天貓雙11狂歡夜》隨即演唱新曲《恋爱告急》。12月22日，在CCTV綜藝節目《一堂好課》中擔任音樂課課代表，同日佩戴全新珠宝系列FORM「形」惊艳亮相上海港汇恒隆广场精品店的EMPHASIS璀璨圣诞活动。
2020年1月24日，參演《2020年中央廣播電視總台春節聯歡晚會》小品《喜歡你喜歡我》。2月15日，在央視CCTV-6《佳片有約》推薦電影《伯德小姐》。3月6日，發布與SNH48成員萬麗娜、陳琳、陳思、姜杉合作的翻唱跳舞台《冬日》PV。3月14日，鞠婧禕芭莎男士3月電子刊發售。3月28日，參與綜藝《快樂大本營》播出。3月29日，發布與SNH48成員陳琳合作的翻唱跳舞台《愛未央》PV。4月1日至9日，參與《朋友請聽好》系列綜藝播出。4月13日，參與訪談綜藝《甜蜜的任務》播出。5月3日，在湖南衛視五四晚會演唱《陽光總在風雨後》並與彭昱暢合唱《我的未來不是夢》。6月1日，在央視兒童節特別節目演出《熊貓和小鼹鼠》主題歌。6月2日至9日，參與愛奇藝網絡綜藝《我要這樣生活》播出。6月16日，南方人物周刊鞠婧禕特輯發售。6月17日，在湖南衛視618超拼夜演唱《氧氣》，並與張翰合唱《溫柔》。6月18日，作為生日驚喜發布《戀愛告急》舞台版PV。6月28日，作為費加羅MODE7月刊封面人物的雜誌發售。7月11日，為動畫戀與製作人獻聲的片尾曲《夢的旅航》發布。7月19日，出席第27屆東方風雲榜榮獲「最佳舞台演繹」與「年度最具突破藝人」，與霍尊合唱《平凡與偉大》開場並單獨演唱《古畫》宣傳《如意芳霏》。7月23日，作為女主角參演的《慕南枝》開機，飾演姜保寧一角。同日，與宋威龍搭檔的古裝書院愛情喜劇《漂亮書生》在愛奇藝播出。7月4日至8月1日，參與綜藝《青春環遊記2》第5、6、9集分別播出。7月27日，鞠婧禕作為時尚健康2020 ISSUE 08封面人物的雜誌發售。8月2日，與曾舜晞代表《慕南枝》劇組出席2020騰訊視頻年度發布會。9月7日，出席YSL高訂時妝發布會。10月21日，與張哲瀚再次搭檔的古裝愛情網絡劇《如意芳霏》在愛奇藝播出。10月31日，在浙江衛視蘇寧超級秀上演唱《芙蓉》。11月中前往內蒙古呼倫貝爾市拍攝MV。11月29日，作為女主角參演的《滿月之下請相愛》開機，飾演雷初夏一角。12月31日，在浙江衛視跨年晚會演出《戀愛告急》。
2021年1月5日，發行冬季單曲《過去完成時》，12小時內銷量突破20萬張，並於1月7日發布該單曲MV。2月12日，在北京衛視春晚參與《相約北京》《少年》合唱。2月28日，出席2020微博之夜，獲得微博年度進取藝人獎。4月10日，作為助演學姊參加綜藝創造營2021的第三次公演，與米卡、高卿尘、吴宇恒、薛八一、张星特、曾涵江合作演出《輸入法打可愛按第五》。5月4日，參與新華社青春拾來五四青春歌會，翻唱並演出《青春舞曲》。5月13日，為電視劇《風暴舞》獻唱的插曲《倒流》上線。5月18日，為博物館主題專輯《國寶傳音》獻唱的南京博物館文物推廣曲《琢光曲》發布。6月5日，參與綜藝《快樂大本營》播出。6月7日，與曾舜晞一起出席騰訊視頻拾光盛典宣傳《嘉南傳》，並演出《只對你有感覺》。6月10日，與曾舜晞一起出席第27屆上海電視節白玉蘭獎宣傳《嘉南傳》。6月16日，在湖南衛視天貓開心夜與侯明昊合作演出《你的眼睛像星星》。6月27日，作為女主角參演的《花戎》開機，分飾魏枝/司馬忘月/魔后三角。6月29日，由QQ音樂發起合作，與姜云升共同創作的單曲《今晚夜色真美》發布。8月6日，為動畫天官賜福獻聲，演唱靈文角色曲《天下清》。8月26日，與鄭業成搭檔主演的滿月之下請相愛在愛奇藝播出。10月17日，與曾舜晞搭檔主演的古裝愛情劇《嘉南傳》在騰訊視頻及愛奇藝播出。12月31日，在北京衛視環球跨年冰雪盛典上與朱正廷合唱《入海》。
2022年1月7日，前往山東濟寧曲阜，作為大運河推廣官參與公益直播。1月10日，在湖南衛視芒果年貨節與陳立農合唱《花海》。2月16日，作為女主角參演的古装仙俠修練剧《仙劍四》开机，原作為遊戲仙劍奇俠傳四，在劇中飾演韓菱紗一角。2月22日，發行單曲《0.2s》。2月27日參加快手一千零一夜百大主播晚會演出《0.2s》《假面舞會》。8月12日，友情出演金融反詐警匪片《金錢堡壘》，在劇中飾演韓小美一角。8月25日，作為女主角參演相聲社團德云社的喜劇電影《粉墨江湖》在天津德云社内開機，飾演澹台台一角。10月13日發布翻唱曲《以十洲的名義》，為SNH48十周年曲目。11月9號，於河南衛視國潮盛典壓軸演出《燈火流光》，展现剪纸、风筝、刺绣等非遗技艺。11月13日，公布出道九週年紀念實體專輯《IX》發行預告，鞠婧祎首次以總監製的身份參與了專輯的創作，本次專輯共有2款發行版本，分別為精裝版及平裝版。11月17日，發行出道九週年紀念實體專《IX》的收錄曲《今日晴》。11月22日，與QQ音樂合作發行出道【九周年典藏星光卡】主題卡池。11月25日，於第29届东方风云榜荣获年度人气歌手，並演出《戀愛告急》。12月15日，發行出道九週年紀念實體專《IX》的主打曲《Be My POI》，並發佈官方PV。12月31日，在浙江衛視美好跨年夜上演出《千年等一回》《戀愛告急》。
2023年1月14日，參加快手一千零一夜老鐵聯歡晚會，演出《Be My POI》，並與米卡合作演唱《晚風告白》。2月4日，發布《SAKURA》的汉语翻唱單曲《花》。4月20日，作為女主角參演的《花间令》開機，分飾楊采薇、上官芷兩角 。6月1日，其与郭俊辰搭档主演的轻古风仙侠剧《花戎》在愛奇藝播出。6月8日，為宣傳《花戎》，與郭俊辰前往北京愛奇藝辦公室掃樓。6月16日，受邀獻唱的恒星引力五周年年度「甜夏心动曲」《伴/Stay With Me》上線，同時為电视剧《我要逆风去》插曲。6月25日，為電影《茶啊二中》獻唱的推廣曲《那一天》上線。7月9日，與QQ音樂合作發行的「出道九周年《IX》特輯典藏星光卡」獲得TMEA騰訊音樂盛典頒發「年度人氣實體周邊」。8月5日，作為SNH48 GROUP殿堂成員在SNH48 Group第十屆總選舉上開場並演出《Be My POI》，攜手SNH48 GROUP演出《戀愛告急》。9月29日，在東方衛視中秋奇遇夜中演出《戀愛告急》。10月28日，作為嘉賓在王者榮耀周年慶共創之夜中表演《夏日妄想》《Timi要努力》《戀愛告急》。11月17日，作為女主角參演的古装仙俠愛情剧《千香引》开机，在劇中飾演姜黎非一角。12月31日，在江蘇衛視跨年晚會中演出《戀愛告急》，並與曾舜晞合作演唱《青花瓷》。
2024年1月17日，与陳哲遠搭档主演的古装仙俠修練剧《仙劍四》在愛奇藝播出。1月22日，為參演劇集《仙劍四》獻唱的韓菱紗人物主題曲《如紗》上線。2月10日，在東方衛視春晚中與越剧演员陳麗君合作演出《游山戀》。3月15日，与刘学义搭档主演的古装言情探案剧《花间令》在優酷播出。3月17日於优酷站内热度破万，為优酷2024开年最快破万剧集。3月21日，与刘学义、吳佳怡、李歌洋一同出席花間令春日良緣甜蜜直播局。3月31日，在广州举办的QQ音乐巅峰盛典，收获「年度巅峰热度女歌手」奖项。6月17日，在湖南卫视京東618开心夜演出《Honey》。

### 獨立藝人時期
2024年6月18日，鞠婧禕回應絲芭傳媒發出的「補充協議條款」及「第二階段合作」聲明，宣布與絲芭傳媒合約到期不續的決定(詳見爭議事件)。
7月10日，受邀出席於蘇州舉辦的GLASS杰作大賞三週年盛典，這也是她在與絲芭傳媒的合約到期風波後首次公開活動。8月5日，首登《新视线Wonderland.》雜誌雙封面，上身兩套高定及多件高奢，作為與絲芭傳媒合約到期後首本雜誌封面，開售24小時達到銷售額11,073,060元人民幣，打破中國娛樂圈四年來的女星雜誌銷售額最高紀錄。
8月28日，首登《OK!精彩》雜誌雙封面，這也是她的首本內地主流雜誌，開售24小時達到銷售額8,975,449元人民幣，最終72小時總銷額為9,786,199元人民幣，刷新中國《OK!精彩》歷史銷售額紀錄。9月16日，在河南衛視中秋奇妙游演唱歌曲《时光晃呀晃》。同日，在花好月圆会·2024bilibili中秋漫游夜中扮演嫦娥作為串場主持，並演出《千里邀月》。10月12日，在北京衛視抖音美好奇妙夜中演出古風舞台《落》。
10月17日，參加於深圳舉辦的VOGUE時尚之力盛典。
10月23日，發布翻唱單曲《壁上觀》。
10月28日，作為品牌大使在王者榮耀周年慶共創之夜中表演《魔女大冒險》《可爱就位!》《音你心動》。
11月12日，嘉人官宣鞠婧禕為2024年嘉人百大赏重磅美妆大使。
12月2日，作為女主角參演郭敬明導演的《月鳞綺紀》開機，分飾露蕪衣、地珠兩角。
12月16日，出席嘉人女性影响力之夜。
12月31日，在浙江卫视跨年晚会上演唱《褪黑素》。
2025年1月6日，登上《時裝L'OFFICIEL》開年刊雙封面，上身四套高級定製，開售24小時達到銷售額7,654,930元人民幣。
1月29日，在江蘇衛視2025春节联欢晚会中演出《壁上观》。
2月12日，在江蘇衛視2025元宵晚会中演出《所念皆星河》。
4月3日，由LV特別合作推封，登上紅秀GRAZIA中文版第709期封面。
4月21日，愛奇藝官宣鞠婧禕將出演由恆星引力影視傳媒出品製作的《萬花世界》女主角蘇綠夏及《來戰》女主角阿黛。
4月22日，怡丽丝尔官方微博宣布鞠婧祎为怡丽丝尔代言人。
5月7日，DAVENA蒂玮娜官方微博宣布鞠婧祎为DAVENA首位品牌代言人。
5月13日，沪上阿姨官方微博宣布鞠婧祎为沪上阿姨首位品牌代言人。
5月24日，AVIA官方微博宣布鞠婧祎为AVIA品牌代言人。
5月28日，受邀出席时尚芭莎年度派对，获2025 BAZAAR ICONS年度文化推动ICON 荣誉。
5月31日，鞠婧祎登上時尚COSMO雜誌6月刊雙封面，這是她首次登上中國五大一線雜誌封面，由斐登、MAC、Hitcard收藏卡三個品牌合力推封，恆星引力影視傳媒出品製作的《萬花世界》及《來戰》為主題。雜誌開售5分鐘刷新中國女星雜誌歷史銷售額，10分鐘刷新中國五大雜誌銷售額第一，最終24小時銷售額為30,894,215元人民幣，成為不限類型不限圈的全中國歷史雜誌銷售額第一。。
6月10日，MAC官方微博宣布鞠婧祎为M·A·C魅可品牌光彩代言人，解锁时尚COSMO 限定电子封面。
6月18日，鞠婧祎生日单曲《落日未眠》和MV上线/首发，同時絲芭傳媒也上線了備案一年多的《這樣的你》及《Hermosa》，鞠婧禕方未作任何宣傳。
6月29日，作為女主角參演的《來戰》開機，飾演阿黛一角。

## 个人生活
- 相比于年轻人普遍热爱的社交和游乐，她更热衷于养生，日常拍戏的时候，她都是雷打不动的晚上准时早睡。没有恋爱绯闻，没有出格言行，没有不良嗜好，在工作之外鞠婧祎展示了一种克己的自律生活，这令她无论在台上还是台下都始终保持着一种偶像的职业自觉：力求完美。这种自律一方面来自于年少时的性格养成，因为小时候家里管得很严，母親為了防止她學壞，无论工作多忙，妈妈始终坚持接送她上下学。也因此朋友不是很多，入团之后特别珍惜团里的朋友[154]。
- 鞠婧禕声音甜美，自带唱歌的优势，不用像其他成员，需要入队后的二次培训[155]。是SNH48二期生審查時的歌審第一名，在與同期生的第一套公演中得到了唯一的單人舞台，演唱《都是夜風惹的禍》，SNH48音乐制作人滕兴瑞表示原本公司挺擔心的，但鞠婧禕憑藉扎實的唱功順利演出[154]。
- 在誤譯的「四千年一遇的美女」稱號事件剛發生時，因為引起過大的關注，曾以為自己的人生都完蛋了。在《StarLight·星夢之光》個人紀錄片中表示，「在有了這個所謂的噱頭之後，別人就會戴著有色眼鏡看你」，她自己並不在意這個封號，反而是別人太在意，覺得自己只是個普通人[156]。
- 常在星巴克點冰搖檸檬茶，在SNH48第四屆總決選隔天的謝票握手會上點了近4000杯星巴克回贈粉絲。在劇組拍戲時也常請全劇組喝飲料或吃炸雞。[157]
- 從加入SNH48之後就居住於公司位於上海的生活中心，跟SNH48 Team NII第一任隊長徐言雨為室友，在徐言雨退團後獨自居住一間。獨立單飛後的鞠婧禕很長一段時間仍然與團員住在公司的生活中心裡，因為懶得搬家，也離不開習慣了的熱鬧的宿舍環境。又因為一年中她大部分的時間都在橫店拍戲，回上海的時間很少，所以住酒店也成了常態。現在上海租了房子，但進組拍戲期間會住在酒店[154][158]。
- 不工作的時候，她的私生活簡單到無趣，喜歡睡覺，睡醒了看個電影，吃個火鍋，就足夠令她開心，而喜歡窩在房間裏看電視，尤其是有線電視，也是她的一大愛好，正在進行時態的東西，能給她帶去一種生活感[154]。
- 也因為工作透支了生活，鞠婧禕會通過一些方式放鬆。比如拍戲時，每天開車去片場，沿路會經過一些水果攤，叫賣着當季的新鮮水果，有時候她會特意停車光顧他們的生意，在挑選水果的幾分鐘，這會讓她感受到熱鬧的生活氣息[154]。
- 高冷自我、不好相处，是大多数与她打过交道的人对她的最初印象。因为怕生，在剧组她很少会主动搭讪，而其他人则觉得她不愿意融入集体，只想跟自己玩，但其实鞠婧禕很希望大家能够去跟她搭讪一下[154]。
- 每年春節會在SNH48 Team NII的微信群內發大額紅包，至今即使單飛多年也還是每年都會發，由於團員領到的金額常常比絲芭傳媒總裁發的紅包還要多，因此被團員稱呼為「鞠總」[159]。
- 與宮脇咲良互贈了自己的簽名專輯[160]，互相是對方最喜歡的中國/日本偶像[161]。
- 養了兩隻貓，布偶貓叫哈哈[162]，曼赤肯貓叫嘻嘻[163]。

## 音樂作品

### 迷你專輯
| 序           | 專輯資料                                                                                             | 發行形式                    | 產品編號                    | 曲目 | 备注                                         |
| 絲芭文化傳媒 | 絲芭文化傳媒                                                                                         | 絲芭文化傳媒                | 絲芭文化傳媒                | 絲芭文化傳媒 | 絲芭文化傳媒                                 |
| ------------ | --- | --------------------------- | --------------------------- | --- | -------------------------------------------- |
| 1st          | 《每一天》 - 發行日期：2016年10月27日 - 語言：漢語普通話                                             | CD                          | SNH11100365                 | 曲目 1. 公主披風 2. 每一天 3. 醉飞霜 4. 公主披風（伴奏） 5. 每一天（伴奏） 6. 醉飞霜（伴奏）                                                                                     | 標準版                                       |
| 2nd          | 《等不到你》 - 發行日期：2017年5月25日 - 語言：漢語普通話                                            | CD                          | SNH11100751                 | 曲目 1. 等不到你 2. Like I Do 3. 听到请回答 4. 想你了 5. 等不到你（伴奏） 6. Like I Do（伴奏） 7. 听到请回答（伴奏） 8. 想你了（伴奏）                                           | 標準版                                       |
| 3rd          | 《孤独与诗》 - 發行日期：2019年6月18日 - 語言：漢語普通話                                            | 數字專輯 CD                 | SNH11102455                 | 曲目 1. 孤独与诗 2. 孤独与诗（伴奏） | 標準版                                       |
| 4th          | 《恋爱告急》 - 發行日期：2019年11月8日 - 語言：漢語普通話                                            | 数字专辑                    | 数字专辑                    | 曲目 1. 恋爱告急 2. 虹 3. 恋爱告急（伴奏） 4. 虹（伴奏） |                                              |
| 5th          | 《過去完成時》 - 發行日期： - 2021年1月5日（數字專輯） - 2021年1月8日（實體專輯） - 語言：漢語普通話 | 數字专辑 CD                 | SNH11103203                 | 曲目 1. 過去完成時 （作詞：傅錦川；作曲：張宴菁） 2. 戀愛告急 3. 虹 4. 冬日 5. 愛未央 6. 過去完成時（伴奏） 7. 戀愛告急（伴奏） 8. 虹（伴奏） 9. 冬日（伴奏） 10. 愛未央（伴奏） | 紀念版                                       |
| 6th          | 《IX》 - 發行日期：2022年 - 語言：漢語普通話                                                         | CD＋九週年紀念冊 CD＋寫真冊 | CD＋九週年紀念冊 CD＋寫真冊 | 曲目 1. Be My POI 2. 今日晴 3. 0.2s 4. 戀愛告急 5. 每一天 6. 等不到你 7. 分裂時差 8. 孤獨與詩 9. 過去完成時                                                                      | 精裝版 平裝版                                |
| 7th          | 《Rosa》 - 發行日期：2025年6月18日 - 語言：漢語普通話                                                | 数字专辑                    | 数字专辑                    | 曲目 1. Hermosa 2. 這樣的你 | 與絲芭傳媒合約到期一年後由絲芭傳媒單方面出品 |

### 單曲
| 發行日期       | 歌曲名稱      | 歌曲資料 | MV | 备注                     |
| -------------- | ------------- | --- | -- | ------------------------ |
| 2017年12月15日 | 《分裂時差》  | - 作詞：小7 - 作曲：Peebear - 編曲：1TAKE                                                                                   | ★  | 畢業單曲                 |
| 2019年6月18日  | 《孤独与诗》  | - 作詞：甘世佳 - 作曲／編曲：胡臻 - 制作人：滕少                                                                            | ★  | 生日单曲                 |
| 2021年5月18日  | 《琢光曲》    | - 作詞：海雷 - 作曲／編曲：丁培峰、刘龙                                                                                     | ★  | 南京博物院文物的推广曲   |
| 2022年2月22日  | 《0.2s》      | - 作詞：符酷 - 作曲／編曲：胡臻、中村崇人                                                                                   |    |                          |
| 2022年11月10日 | 《灯火流光》  | - 作词 : 刘梦静 - 作曲 : Bryan（孙伟） 编曲 : 刘苏毅@U.M.C                                                                  | ★  |                          |
| 2022年11月17日 | 《今日晴》    | - 作词：符酷kun - 作曲：Gionata Caracciolo, Boran, Filippo Guerrieri - 编曲：CASSABASSO，Filippo Guerrieri - 音樂總監：滕少 |    |                          |
| 2022年12月15日 | 《Be My POI》 | - 作詞：符酷kun - 作曲：Gionata Caracciolo, Jay Hong, Boran - 編曲：CASSABASSO - 音樂總監：滕少                             | ★  | 出道九周年紀念專輯主打曲 |
| 2025年6月18日  | 《落日未眠》  | - 作词：SENRYUU - 作曲&编曲：SHIMA - 制作人：Mike Raymond - 出品方：腾讯音乐娱乐集团（TME）                                 | ★  | 生日单曲                 |

### OST
| 發行日期       | 歌曲名稱           | 歌曲資料                                                                           | MV | 备注                                                |
| -------------- | ------------------ | ---------------------------------------------------------------------------------- | -- | --------------------------------------------------- |
| 2016年7月1日   | 《Fighting Day》   | - 作詞：袁大巍 - 作曲、編曲：周琦、袁大巍                                          | ★  | 电视剧《麻辣变形计》主題曲                          |
| 2016年7月15日  | 《醉飞霜》         | - 作詞：倪姍姍 - 作曲：高偉然 - 編曲：孫沛                                         | ★  | 电视剧《九州·天空城》插曲                           |
| 2017年6月19日  | 《想你了》         | - 作詞：天樂 - 作曲：都智文                                                        | ★  | 電視劇《游泳先生》片頭曲                            |
| 2017年6月19日  | 《聽到請回答》     | - 作詞：陳學聖 - 作曲：都智文                                                      | ★  | 電視劇《游泳先生》片尾曲                            |
| 2018年6月8日   | 《落花成泥》       | - 作詞：郭德紫毅 - 作曲、編曲：墨明棋妙                                            | ★  | 电视剧《芸汐传》宣传曲与片头曲                      |
| 2018年7月1日   | 《嘆云兮》         | - 作詞：郭德紫毅 - 作曲、編曲：SHIMA                                               | ★  | 电视剧《芸汐传》片尾曲                              |
| 2019年1月10日  | 《天长》           | - 作詞：非衣 - 作曲、編曲：劉沛                                                    | ★  | 游戏《青云传》主题曲                                |
| 2019年3月6日   | 《每一天》         | - 作詞：小7 - 作曲、編曲：劉佳                                                     |    | 游戏《天空之门》主题曲 原為第一張EP《每一天》主打曲 |
| 2019年3月14日  | 《千年等一回》     | - 作詞：左宏元 - 作曲：陳自為                                                      | ★  | 电视剧《新白娘子传奇》主题曲                        |
| 2019年4月2日   | 《渡情》           | - 作詞：貢敏 - 作曲：左宏元 - 編曲：尤景仰                                         | ★  | 电视剧《新白娘子传奇》片尾曲                        |
| 2019年4月15日  | 《青城山下白素贞》 | - 作詞：貢敏 - 作曲：左宏元                                                        | ★  | 电视剧《新白娘子传奇》插曲                          |
| 2019年6月23日  | 《一雙翅膀》       | - 作詞、作曲、編曲：劉晨野                                                         | ★  | 電視劇《請賜我一雙翅膀》片尾曲                      |
| 2020年7月11日  | 《夢的旅航》       | - 作詞：恨醉 - 作曲：中島卓偉 - 編曲：荒幡亮平、金虎三Husan                        | ★  | 動畫《戀與製作人》片尾曲                            |
| 2020年7月20日  | 《古画》           | - 作詞、作曲、編曲：劉捷Jarek - 製作人：滕少                                       | ★  | 电视剧《如意芳霏》推廣曲                            |
| 2020年10月21日 | 《芙蓉》           | - 作词：符酷 - 作曲、编曲：胡臻／SHIMA                                             | ★  | 电视剧《如意芳霏》片头曲                            |
| 2021年5月13日  | 《倒流》           | - 作詞：吳易緯、淺紫 - 作曲：JXL x Goldpig                                         |    | 電視劇《風暴舞》插曲                                |
| 2021年7月30日  | 《天下清》         | - 作词：易者连消醉清酒 - 作曲：桂震宇 - 编曲：于尘                                 |    | 动画《天官赐福》第一季中角色灵文的角色曲            |
| 2021年10月16日 | 《莫离》           | - 作詞：沈慕、郑佳佳 - 作曲、编曲：胡臻                                            | ★  | 電視劇《嘉南傳》片頭曲                              |
| 2023年5月31日  | 《误长生》         | - 作词、作曲：刘兆伦(情桑) - 编曲：姚亦宸                                          | ★  | 电视剧《花戎》片头曲                                |
| 2023年6月25日  | 《那一天》         | - 作词：江林峰 - 作曲：胡臻 - 编曲：胡臻、洪施锐、徐一                             | ★  | 电影《茶啊二中》推广曲                              |
| 2024年1月22日  | 《如纱》           | - 作词：袁也/刘兆伦@灼梦Studio - 作曲：刘兆伦@灼梦Studio - 编曲：姚亦宸@灼梦Studio | ★  | 电视剧《仙剑四》菱纱主题曲                          |

### 翻唱單曲
| 發行日期       | 歌曲名稱         | 歌曲資料                                                          | MV | 备注                                                      |
| -------------- | ---------------- | ----------------------------------------------------------------- | -- | --------------------------------------------------------- |
| 2018年12月15日 | 《Don't touch》  | - 作詞：小7 - 作曲：督智文                                        | ★  | SNH48第三屆年度金曲大賞BEST 50獎勵 原為《專屬派對》公演曲 |
| 2020年3月7日   | 《冬日》         | - 作詞：郭德紫毅 - 作曲：Mu_Chan                                  | ★  | 個人單曲版 原為《遺忘的國度》公演曲                       |
| 2020年3月30日  | 《愛未央》       | - 作詞：傅錦川 - 作曲：張宴菁                                     | ★  | 個人單曲版 原為《第48區》公演曲                           |
| 2022年10月13日 | 《以十洲的名義》 | - 作詞：甘世佳 - 作曲／編曲：三谷秀甫                             |    | 個人特別版 原為《遺忘的國度》公演曲                       |
| 2023年2月4日   | 《花》           | - 作詞：水野良树 - 作曲：水野良树 - 中文填詞：午上 - 編曲：關天天 |    | 《SAKURA》汉语翻唱                                        |
| 2024年10月23日 | 《壁上观》       | - 作詞：小六 - 作曲：周明聪                                       |    | 原唱：一棵小葱/张曦匀(张晓涵)                             |

### 合作單曲
| 發行日期       | 歌曲名稱                     | 歌曲資料                                                                            | MV | 备注 |
| -------------- | ---------------------------- | ----------------------------------------------------------------------------------- | -- | --- |
| 2020年2月26日  | 《平凡与伟大》               | - 作詞：崔恕 - 作曲：趙佳霖 - 編曲：高楊                                            |    | 与霍尊为抗疫演唱                                                                                          |
| 2020年3月6日   | 《冬日》                     | - 作詞：郭德紫毅 - 作曲：Mu_Chan                                                    | ★  | 与SNH48成员万丽娜、姜杉、陈思、陈琳合作翻唱版 原為《遺忘的國度》公演曲                                    |
| 2020年3月30日  | 《爱未央》                   | - 作詞：傅錦川 - 作曲：張宴菁                                                       | ★  | 与SNH48成员陈琳合作翻唱版 原為《第48區》公演曲                                                            |
| 2019年9月26日  | 《我和我的祖国（青春版）》   | - 作詞：張藜 - 作曲：秦詠誠                                                         | ★  | 與周冬雨、魏大勳、關曉彤、許魏洲、馬天宇合作翻唱版                                                        |
| 2020年10月21日 | 《梦渡》                     | - 作词、作曲：沈慕、徐云霄                                                          | ★  | 与霍尊合唱 电视剧《如意芳霏》片尾曲                                                                       |
| 2020年12月22日 | 《新年這一刻（絲芭家族版）》 | - 作词：甘世佳 - 作詞：Shaliponte                                                   | ★  | 與絲芭傳媒所屬藝人合作翻唱版 2021年SNH48 FAMILY GROUP新年單曲 原為SNH48 Group第14張EP《新年這一刻》公演曲 |
| 2021年6月29日  | 《今晚月色真美》             | - 作詞：鞠婧禕/姜雲升 - 作曲：鞠婧禕/姜雲升 - 編曲：傑尼龜 - 和聲編寫：滕少         |    | 與姜雲升合作                                                                                              |
| 2021年10月17日 | 《念思雨》                   | - 作詞：甘世佳 - 作曲：徐雲霄 - 編曲：中村崇人 - 製作人：滕少                       | ★  | 與曾舜晞共同合作 連續劇《嘉南傳》片尾曲                                                                   |
| 2023年6月2日   | 《仍寻》                     | - 作词：情桑 - 作曲：情桑 - 编曲：姚亦宸@灼梦Studio                                 | ★  | 與郭俊辰共同合作 連續劇《花戎》片尾曲                                                                     |
| 2023年6月16日  | 《伴/stay with me》          | - 作词：乐逸帆 - 作曲：乐逸帆/黄一 - 编曲：黄一/陈浩田/乐逸帆 - 制作人：王一栩/黄一 |    | 與张新成合作 連續劇《我要逆風去》插曲                                                                     |

## SNH48參演歌曲

### EP
| 序   | 專輯名稱           | 參與歌曲名稱   | 參與名義 | MV | 備註                   |
| ---- | ------------------ | -------------- | -------- | -- | ---------------------- |
| 3rd  | 《愛的幸運曲奇》   | 浪漫聖誕夜     | Team NII |    |                        |
| 4th  | 《心電感應》       | 爱的意义       | Team NII |    |                        |
| 5th  | 《嗚吒》           | 嗚吒           |          | ★  | 首次進入選拔組         |
| 5th  | 《嗚吒》           | 第一只兔子     | Team NII |    | 與万麗娜為中心成員     |
| 6th  | 《青春的約定》     | 青春的約定     |          | ★  |                        |
| 6th  | 《青春的約定》     | 告白趁現在     | TOP16    | ★  |                        |
| 6th  | 《青春的約定》     | 因為喜歡你     | Team NII |    | 為中心成員             |
| 7th  | 《雨季之後》       | 雨季之後       |          |    |                        |
| 7th  | 《雨季之後》       | 愛情養成日記   | Team NII |    | 與萬麗娜為中心成員     |
| 8th  | 《盛夏好聲音》     | 盛夏好聲音     |          | ★  |                        |
| 8th  | 《盛夏好聲音》     | 親吻進行式     | Team NII |    |                        |
| 9th  | 《萬聖節之夜》     | 萬聖節之夜     |          | ★  |                        |
| 9th  | 《萬聖節之夜》     | 初恋蝴蝶       | Team NII |    | 為中心成員             |
| 10th | 《新年的鐘聲》     | 新年的鐘聲     |          |    |                        |
| 10th | 《新年的鐘聲》     | 麵包和奶油     | Team NII |    | 與萬麗娜為中心成員     |
| 11th | 《源動力》         | 源動力         |          | ★  |                        |
| 11th | 《源動力》         | 正義之手       | Team NII |    | 為中心成員             |
| 12th | 《夢想島》         | 專屬派對       | Team NII |    |                        |
| 13th | 《公主披風》       | 公主披風       |          | ★  | 首次擔任選拔組中心成員 |
| 13th | 《公主披風》       | Do it          | Team NII |    |                        |
| 16th | 《夏日檸檬船》     | 限定季         | Team NII |    | 與万麗娜爲中心成員     |
| 17th | 《那不勒斯的黎明》 | 那不勒斯的黎明 |          | ★  | 為中心成員             |

### 专辑
| 序  | 專輯名稱     | 參與歌曲名稱 | 備註               |
| --- | ------------ | ------------ | ------------------ |
| 1st | 《一心向前》 | 一心向前     |                    |
| 1st | 《一心向前》 | 無盡旋轉     |                    |
| 1st | 《一心向前》 | 飛翔入手     |                    |
| 1st | 《一心向前》 | 激流之戰     | 与万丽娜为中心成员 |
| 1st | 《一心向前》 | 馬尾與髮圈   |                    |

### 塞納河組合EP
| 序  | 專輯名稱   | 參與歌曲名稱 | MV | 備註 |
| --- | ---------- | ------------ | -- | ---- |
| 1st | 《苦與甜》 | 苦與甜       | ★  |      |

### 其他
| 項目                          | 歌曲名稱 | MV | 備註                                   |
| ----------------------------- | -------- | -- | -------------------------------------- |
| 微電影《魔天记》主題曲        | 缘尽世间 | ★  | 為中心成員 與赵嘉敏、许佳琪 有Solo版本 |
| 《反恐菁英2》躲貓貓模式主題曲 | 無處可逃 | ★  | 為中心成員 與莫寒、戴萌、孔肖吟、赵粤  |

### 劇場公演分組曲
| 公演名稱                                      | 參與歌曲名稱   | 備註                        |
| --------------------------------------------- | -------------- | --------------------------- |
| SNH48 Team NII 1st Stage「劇場女神」公演      | 都是夜風惹的禍 | Solo                        |
| SNH48 Team NII 2nd Stage「逆流而上」公演      | 蟲之詩         | Solo                        |
| SNH48 Team NII 3rd Stage「前所未有」公演      | 燃燒的道路     | 與馮薪朵                    |
| SNH48 Team NII 4th Stage「我的太陽」公演      | 愛到累了       | 為中心成員 與馮薪朵、陸婷   |
| SNH48 Team NII 紀念公演「十八個閃耀瞬間」公演 | 如果你擁抱我   | 為中心成員 與孟玥、唐安琪   |
| SNH48 Team NII 5th Stage「專屬派對」公演      | Don't touch    | 為中心成員 與黃婷婷、何曉玉 |

### 演唱會分組曲
| 名稱                                                                          | 日期     | 參與歌曲名稱   | 備註                        |
| 2013年                                                                        | 2013年   | 2013年         | 2013年                      |
| ----------------------------------------------------------------------------- | -------- | -------------- | --------------------------- |
| 中國移動「咪咕和Ta的朋友」～這些年，我們一起追過的SNH48～ SNH48廣州萬人演唱會 | 11月16日 | 都是夜風惹的禍 | Solo                        |
| 2014年                                                                        |          |                |                             |
| SNH48紅白歌會                                                                 | 1月18日  | 都是夜風惹的禍 | Solo                        |
| SNH48《一心向前》演唱會暨第一屆總選舉開票盛典                                 | 7月26日  | 流着淚微笑     | 與徐晨辰                    |
| 2015年                                                                        |          |                |                             |
| SNH48年度金曲大賞BEST 30 2015                                                 | 1月31日  | 都是夜風惹的禍 | Solo                        |
| SNH48年度金曲大賞BEST 30 2015                                                 | 1月31日  | 任性的流星     | 與曾艷芬                    |
| SNH48年度金曲大賞BEST 30 2015                                                 | 1月31日  | 緣盡世間       | 為中心成員 與趙嘉敏、許佳琪 |
| SNH48第二屆總選舉演唱會                                                       | 7月25日  | 蟲之詩         | 與邱欣怡、趙嘉敏            |
| SNH48第二屆年度金曲大賞BEST 30                                                | 12月26日 | 暮蟬之戀       | 與林思意                    |
| SNH48第二屆年度金曲大賞BEST 30                                                | 12月26日 | 愛的加速器     | Solo                        |
| 2016年                                                                        |          |                |                             |
| SNH48第三屆總决选演唱會                                                       | 7月30日  | 女王殿下       | Solo                        |
| 2017年                                                                        |          |                |                             |
| SNH48第三屆年度金曲大賞BEST 50                                                | 1月7日   | 每一天         | Solo                        |
| SNH48第三屆年度金曲大賞BEST 50                                                | 1月7日   | 夜蝶           | 與林思意                    |
| SNH48第三屆年度金曲大賞BEST 50                                                | 1月7日   | Don't touch    | 為中心成員 與曾艷芬、趙粵   |
| SNH48第四屆總決選演唱會                                                       | 7月29日  | 每一天         | Solo                        |
| SNH48第四屆總決選演唱會                                                       | 7月29日  | 等不到你       | Solo                        |
| 2018年                                                                        |          |                |                             |
| SNH48第五屆總决选演唱會                                                       | 7月28日  | 嘆雲兮         | Solo                        |
| 2023年                                                                        |          |                |                             |
| SNH48 Group第十屆總選舉                                                       | 8月5日   | Be My POI      | Solo                        |

## 影视作品

### 電視劇／網絡劇
| 首播日期       | 頻道                   | 劇名               | 角色                 | 备注   |
| -------------- | ---------------------- | ------------------ | -------------------- | ------ |
| 2015年11月25日 | 芒果TV                 | 《史料不及》       | 如小花               | 网络剧 |
| 2016年7月20日  | 江蘇衛視               | 《九州·天空城》    | 雪飞霜               |        |
| 2017年8月8日   | 東方衛視               | 《軒轅劍之漢之雲》 | 蘭茵                 |        |
| 2017年2月15日  | 優酷                   | 《熱血長安》       | 上官紫蘇             |        |
| 2018年9月5日   | 芒果TV                 | 《游泳先生》       | 宋茶茶               |        |
| 2018年6月25日  | 愛奇藝                 | 《芸汐传》         | 韓芸汐               |        |
| 2019年4月3日   | 愛奇藝                 | 《新白娘子传奇》   | 白素贞               |        |
| 2019年7月9日   | 優酷／愛奇藝／騰訊視頻 | 《请赐我一双翅膀》 | 林九歌               |        |
| 2020年7月23日  | 愛奇藝                 | 《漂亮书生》       | 雪文曦               |        |
| 2020年10月21日 | 愛奇藝                 | 《如意芳霏》       | 傅容                 |        |
| 2021年8月26日  | 爱奇艺                 | 《满月之下请相爱》 | 雷初夏               | 网络剧 |
| 2021年10月17日 | 騰訊視頻／愛奇藝       | 《嘉南传》         | 姜保宁               | 网络剧 |
| 2023年6月1日   | 愛奇藝                 | 《花戎》           | 魏枝／司馬忘月／魔后 | 网络剧 |
| 2024年1月17日  | 爱奇艺                 | 《仙剑四》         | 韩菱纱               | 网络剧 |
| 2024年3月15日  | 優酷                   | 《花间令》         | 上官芷／楊采薇       | 网络剧 |
| 待播           | 優酷                   | 《千香》           | 姜黎非               | 网络剧 |
| 待播           | 優酷                   | 《月鳞绮纪》       | 露蕪衣／地珠         | 网络剧 |
| 待播           | 騰訊視頻／愛奇藝       | 《來戰》           | 阿黛                 | 网络剧 |
| 待播           | 爱奇艺                 | 《萬花世界》       | 蘇綠夏               | 网络剧 |

### 電影
| 上映時間       | 節目名稱       | 角色   | 備註                 |
| -------------- | -------------- | ------ | -------------------- |
| 2015年4月30日  | 《魔天劫》     | 珈藍   | 微電影               |
| 2015年8月7日   | 《愛之初體驗》 | 鞠婧禕 | 客串                 |
| 2021年5月18日  | 《我愛喵星人》 | 茉莉   | 2016年拍摄，網絡首播 |
| 2024年11月22日 | 《金錢堡壘》   | 韓小美 | 客串                 |
| 未上映         | 《粉墨江湖》   | 澹台台 | 女主                 |

#### 纪录片
| 上映時間       | 節目名稱                                              | 備註                       |
| -------------- | ----------------------------------------------------- | -------------------------- |
| 2015年6月22日  | 《七分七秒》SNH48鞠婧祎：宅男女神如何养成？           | 愛奇藝人物自述紀錄片       |
| 2015年6月22日  | 《DOCUMENTARY of SNH48 少女的巴别塔》                 | SNH48首部官方纪录片        |
| 2016年6月1日   | 《DOCUMENTARY of SNH48 比翼齐飞——偶像绝密档案全纪录》 | SNH48第二部官方纪录片      |
| 2017年6月3日   | 《DOCUMENTARY of SNH48 GROUP 我心翱翔》               | SNH48第三部官方纪录片      |
| 2017年12月26日 | 《StarLight·星梦之光》                                | 个人纪录片                 |
| 2018年3月10日  | 《DOCUMENTARY of SNH48 TEAM NII 48的N次方》           | Team NII视频记录公演纪录片 |
| 2021年11月14日 | 《嘉南傳‧我們20+》                                    | 網絡劇《嘉南傳》微紀實     |

## 節目

### 綜藝節目
| 節目名稱   | 日期                        | 播出平台           | 備註                          |
| ---------- | --------------------------- | ------------------ | ----------------------------- |
| SNHello    | 2014年7月11日-9月26日       | 优酷网、土豆网     | 第二集 第六集 第九集 第十二集 |
| 上海學院48 | 2014年10月17日-2015年1月9日 | 朝日电视台网上电视 |                               |
| 全員加速中 | 2015年11月06日-2016年1月1日 | 湖南衛視           | 參與第1、5、9期               |
| 国风美少年 | 2018年11月30日-2019年2月8日 | 爱奇艺             | 與霍尊、張雲雷擔任導師        |

## 獎項
| 年份   | 獎項 |
| ------ | --- |
| 2014年 | - SNH48 第一届年度偶像人气总决选－第四名                                                                                                  |
| 2015年 | - SNH48 第二届年度偶像人气总决选－第二名                                                                                                  |
| 2016年 | - SNH48 第三届年度偶像人气总决选－第一名 - 2016騰訊視頻星光大賞－年度新銳電視劇女演員 - 2016网易有态度人物盛典－年度最有态度元气新星      |
| 2017年 | - 第24届东方风云榜颁奖盛典－最佳年度飞跃艺人奖 - SNH48 第四届年度偶像人气总决选－第一名 - 第十一屆音樂盛典咪咕匯－年度十大金曲            |
| 2018年 | - 2018微博之夜－年度進取藝人 - 第25届东方风云榜颁奖盛典－年度跨界藝人 - 国风极乐夜－最佳国风新锐女歌手 - 爱奇艺尖叫之夜－年度戏剧潜力艺人 |
| 2019年 | - 2019中加電視節－最佳演員獎 - 第26届东方风云榜颁奖盛典－年度風尚歌手 - 愛奇藝尖叫之夜－年度戲劇突破藝人                                  |
| 2020年 | - 第27屆東方風雲榜頒獎盛典－年度最具突破藝人&年度最佳舞台演繹                                                                             |
| 2021年 | - 2020微博之夜－年度進取藝人 |
| 2022年 | - 第29屆東方風雲榜頒獎盛典－年度人氣歌手                                                                                                  |
| 2024年 | - QQ音乐巅峰盛典－年度巅峰热度女歌手 |

## 社會活動
- 2016年1月15日，參加泰迪明星秀公益宣傳片，為邊遠地區的失學兒童得到醫療幫助做宣傳[155]。
- 2018年11月16日，參與由共青團北京市委員會、中國青年報聯合出品，展現新時代青年鋭意進取和奮發有為的精神風貌公益MV《未來已來》上線[172]。
- 2020年1月28日，鞠婧禕向中華思源工程扶貧基金會捐款30萬元，用於救助2019冠狀病毒病武漢市疫情[173]。
- 2020年2月26日，發布與霍尊合唱公益曲《平凡与伟大》，致敬抗疫前线上伟大的逆行者，用歌声传递爱与希望，唱响主旋律、弘扬正能量，用向上向善的内容鼓舞人心，增强社会大众防疫抗疫的决心与信念[174]。
- 2021年7月21日，鞠婧禕向河南鄭州市紅十字會為暴雨災情捐款50萬人民幣[175]。
- 2021年12月，聯合彩妝品牌INTO YOU向中國婦女發展基金會“女性陪伴計劃”捐贈50萬元，用於支持開展困境女性HPV健康關愛公益活動[176]。
- 2022年1月7日，前往山東濟寧曲阜，參與“千年大运河·文脉颂中华”公益直播，被授予“大运河文化推广官”荣誉称号[177]。
- 2024年9月6日，騰訊QQ官宣鞠婧禕作為QQ公益大使，發起「社交幫助社交」的公益活動。7日，鞠婧禕空降QQ官方頻道翻牌，互动量超百万次，騰訊QQ將根據用户們捐赠获得的社交能量值轉換對應善款給孤獨症孩的孩子们兑换相应康复课程，获得更好的治疗。截至10日，QQ用户已经累积捐赠了967.3亿社交能量[178]。

## 争议事件
2017年10月20日，仙迪公司与鞠婧祎所在的经纪公司久尚公司签订了《品牌代言合同》，约定自2018年1月1日起至2020年1月1日止，鞠婧祎为该公司“果本护肤品”品牌代言人。合同中还对此次代言期约定了“两个不得和一个承诺”，即鞠婧祎不得为与其代言产品存在直接竞争关系的产品代言。但在合同履行期间，鞠婧祎先后在微博发布了兰芝、兰蔻、悦木之源、羽西、圣罗兰、花西子等品牌产品的推广语。仙迪公司认为这些产品与“果本护肤品”具有竞争关系，久尚公司已构成违约，应退还全部费用，并支付违约金。鞠婧祎和丝芭公司应承担连带责任。久尚公司则认为，合同订立时，仙迪公司并未告知存在直接竞争关系的产品和直接竞争关系的企业。前述品牌从产品价格、档次、消费群体重合度、销售渠道等方面进行分析比对，与“果本护肤品”不存在直接竞争关系，故不存在违约行为。仙迪公司随后将久尚公司告上法庭，法院经一审判决，驳回了仙迪公司全部诉讼请求。仙迪公司不服，上诉至上海市第二中级人民法院。2020年12月29日，上海二中院公开开庭审理上诉案，人民网、央视频、红星新闻等40多家媒体、平台参与庭审直播，近1300万网友观看了本次庭审。上海二中院将择期对本案进行公开宣判。
2024年1月17日，《仙劍四》宣佈開播，然而劇組官方微博在貼文中標註領銜主演時，以男主角陳哲遠名字在先、女主角鞠婧禕在後並附註「排名不分先後」。隨後鞠婧禕的工作室於發出聲明，指出在鞠婧禕簽署的出演合約中，關於藝人署名方式的約定為「單幅字幕且位列所有演員署名第一位」，然而沒想到開播當日劇方竟變卦，「我們一直相信辛苦付出必然會有相應收穫，真誠投入能夠換來平等對待。然而今日，片方在官宣時的署名方式並未尊重合同約定事實，令人無法理解。」而陈哲远公司表示「陈哲远先生受邀出演男一号云天河角色，根据合约内容配合拍摄并采用男女一号角色署名排名顺序交替在前，并注明『排名不分先后』进行角色署名。」劇組未對此爭議做出回應。
2024年6月18日，鞠婧禕所屬經紀公司丝芭传媒发布對鞠婧祎的30歲生日祝福，並宣稱与鞠婧祎女士签署的《SNH48 专属艺人合约》及补充合约之内容约定，双方基于SNH48女团经纪协议的第一阶段部分合作已宣告圆满完成，将自即日起根据补充协议条款，正式过渡到以艺人经纪协议为基础的第二阶段合作之中。鞠婧祎本人隨后回应已明确向丝芭传媒表达了2024年6月18日合約到期不续的决定，关于丝芭传媒提到的「补充协议条款」及「第二阶段合作」並不知情。當日晚間，丝芭传媒再次發聲明回應，稱鞠婧禕提到的不知情的補充協議條款是鞠婧禕本人在2018年9月10日簽署的，且此前絲芭有告知此補充協議，並確認鞠婧禕收到了相關告知內容。稱鞠婧禕單方面通知解約的行為不對原合同的履行發生任何法律效力。隔日，鞠婧禕的助理微博改名「鞠婧禕Office」，並表示「鞠婧禕個人工作室」的微博帳號在他們不知情的情況下被修改了密碼，已無法登入。同時也聲明鞠婧禕從未見過也未被要求簽屬絲芭傳媒18日公告中所提到的《專屬藝人合約》補充協議 。7月8日晚，鞠婧禕的微博認證從「上海絲芭文化傳媒集團有限公司簽約歌手、演員」修改為「歌手、演員」。而丝芭传媒仍声称，鞠婧祎仍是其旗下艺人，“合约及补充协议未到期”。11月1日，丝芭传媒表示，近期发现鞠婧祎未经丝芭传媒许可私自接受公开商务活动，该公司已就违约行为启动司法程序，未经许可邀请商务活动的公司也已依法提起诉讼。鞠婧祎工作室官方微博账号随后表示，丝芭传媒的《专属艺人合约》系伪造的，并表示已于2024年7月起诉，申请法院进行笔迹鉴定。

## 外部連結
- 鞠婧禕的个人网站 （页面存档备份，存于）
- 鞠婧禕的新浪微博
- 鞠婧禕的Instagram帳戶
- 鞠婧祎的抖音账号
- 鞠婧祎_Official的新浪微博